# Laird
Pour les articles homonymes, voir Laird (homonymie).
Laird est un mot de la langue écossaise, semblable au mot anglais « lord », c'est-à-dire seigneur. Il s'applique à certains grands propriétaires terriens en Écosse.

## Usage historique
Dans le passé, les lairds formaient une classe sociale de l'Écosse. Non-nobles, ils retenaient des fiefs héréditaires octroyés par le roi et, jusqu'en 1707, fournissaient les élus à l'ancien Parlement d'Écosse.

## Usage moderne
De nos jours, « laird » est un titre de courtoisie utilisé pour le propriétaire d'un assez vaste domaine rural en Écosse, soit hérité soit acheté en totalité. Ne portant aucun droit ou privilège au-delà du respect, le terme est une description du propriétaire en sa qualité foncière. Surtout, ce n'est pas un titre de noblesse.
Il est possible qu'un propriétaire lui-même se nomme « the laird » (le seigneur) mais plus souvent ce sont les gens qui travaillent sur le domaine et les voisins qui l'appellent ainsi. Si c'est une femme, elle devient « the lady » (la dame). Parfois, le fils aîné est appelé « the younger » (l'héritier).
Pour être reconnu comme vrai « laird », il faut que le terrain soit bien étendu et tout à fait rural, portant une maison digne du rang — comme par exemple le domaine de Pitfour. Ni une villa de banlieue ni une petite parcelle champêtre ne peut obtenir ce statut. Si un « laird » n'a pas d'armoiries ancestrales, il peut s'adresser au tribunal héraldique du royaume d'Écosse.

## Exemples
- Mr James Scot a succédé à son père en tant que propriétaire du domaine familial de Balfour, comprenant une maison de campagne située au milieu de 300 hectares de landes et bois dans les Highlands d'Écosse. Les gens du lieu l'appellent le Laird of Balfour (seigneur de Balfour).

- Mr David Scot, son seul enfant, est parfois appelé le Younger of Balfour (héritier de Balfour).

- James et David meurent, laissant comme héritière Mrs Flora Scot, la veuve de James. Elle devient la Lady of Balfour (dame de Balfour).